# ویزارد (مجله)
ویزارد (انگلیسی: Wizard) مجله‌ای در مورد کتاب‌های کامیک بود که ماهانه در ایالات متحده توسط ویزارد اینترتینمنت از سال ۱۹۹۱ تا ۲۰۱۱ منتشر شد.